# Ochodaeus integriceps
Ochodaeus integriceps es una especie de coleóptero de la familia Ochodaeidae.

## Distribución geográfica
Habita en el Cáucaso, Armenia.